# Where the Blacktop Ends
«Where the Blacktop Ends» — сингл в стиле кантри, записанный австралийским исполнителем кантри-музыки Китом Урбаном. Это был последний сингл Кита из одноимённого альбома и третий Top Five в его карьере, он достигнул места № 3 в чарте журнала Billboard.

## Позиции в чартах
Песня «Where the Blacktop Ends» дебютировала на 55 месте в чарте Billboard Hot Country Singles & Tracks.
| Чарт 2001 года                              | Наивысшая позиция |
| ------------------------------------------- | ----------------- |
| U.S. Billboard Hot Country Singles & Tracks | 3                 |
| U.S. Billboard Hot 100                      | 35                |